# Нітокріс
Нітокріс, Нейт-ікерті — цариця Стародавнього Єгипту, остання правителька VI династії та всього періоду Стародавнього царства (хоча деякі дослідники починають відлік Першого перехідного періоду з IX династії).

## Життєпис
Вважається, що Нітокріс була першою жінкою-правителькою Стародавнього Єгипту та першою жінкою-регентом (якщо не вважати такою Мернейт з I династії) у світовій історії.
Ім'я Нейт-ікерті (Нітокріс) зустрічається в «Історії» Геродота та творах Манефона. Відповідно до першого вона отримала владу над країною після того, як змовники убили її брата-фараона. Щоб помститись їм, цариця заманила убивць до підземних кімнат свого палацу. Під час святкування вона наказала зачинити гостей і через великий таємний канал впустити до кімнат води Нілу. Розправившись зі своїми ворогами, вона покінчила з собою (відповідно до Геродота, вбігши до палаючої кімнати). Манефон, у свою чергу, приписував Нітокріс спорудження третьої піраміди в Гізі, яка насправді була збудована за фараона Менкаури.
Сучасні дослідники вважають, що реальна Нітокріс була одним зі спадкоємців давньоєгипетського трону за часів смути, що настала після 94-річного правління фараона Пепі II. Як і її попередник Меренра II, вона не змогла утримати ситуацію у своїх руках та, можливо, була скинута.
Однак Нітокріс не згадується в жодному давньоєгипетському джерелі, тому щодо її історичності деякі єгиптологи мають сумніви, вважаючи її вигаданим персонажем. Тривалий час вважалось, що ім'я цариці фігурує в Туринському списку фараонів (написаному за XIX династії Нового царства) під іменем Нейт-ікерті (nt-ỉqrtỉ). Однак новітній мікроскопічний аналіз фрагменту папірусу з іменем Нейт-ікерті показав, що хоч це ім'я і належить до списку правителів VI династії, але, скоріше всього, є неправильною транскрипцією тронного імені чоловіка-фараона на ім'я Неджеркара Сіптах I, названого в Абідоському списку фараонів спадкоємцем фараона Меренри II.
Манефон стверджував, що Нітокріс правила 12 років.

## У культурі
- Говард Лавкрафт зображував Нітокріс як повелительку повсталих мерців та ходячих мумій, що дотепер перебувають у коридорах під пірамідою Хеопса («Ув'язнений з фараонами», «Вигнанець», «Сторонній»).
- Перше опубліковане оповідання Теннессі Вільямса «Помста Нітокріс» було присвячено пересказаній Геродотом легенді.
- Нітокріс як дружина фараона Меренри II фігурує в романі єгипетського письменника Наґіба Махфуза «Родопіс Нубійська» («Фараон і наложниця»).